# Calamanthus montanellus
El sedosito occidental (Calamanthus montanellus) es una especie de ave paseriforme de la familia Acanthizidae endémica del suroeste de Australia. Anteriormente se consideraba una subespecie del sedosito rufo (Calamanthus campestris).